# Puchar Zdobywców Pucharów w piłce siatkowej (1981/1982)
Puchar Europy Zdobywców Pucharów siatkarzy 1981/1982 – 10. sezon Puchar Europy Zdobywców Pucharów rozgrywanego od 1972 roku, organizowanego przez Europejską Konfederację Piłki Siatkowej (CEV) w ramach europejskich pucharów dla męskich klubowych zespołów siatkarskich "starego kontynentu".

## Drużyny uczestniczące
| Państwo         | Drużyna                 |
| --------------- | ----------------------- |
| Austria         | Postverein Wiedeń       |
| Belgia          | Ibis Courtrai           |
| Bułgaria        | Lewski-Spartak Sofia    |
| Czechosłowacja  | Skoda Budejovice        |
| Francja         | AS Grenoble             |
| Hiszpania       | Real Madryt             |
| Holandia        | Ubbink Orion Doetinchem |
| Izrael          | Hapoel Tel-Aviv         |
| Norwegia        | BK Tromsø               |
| Portugalia      | SC Espinho              |
| RFN             | VC Paderborn            |
| Rumunia         | Steaua Bukareszt        |
| Szwecja         | Floby VK                |
| Węgry           | Csepel SC               |
| Wielka Brytania | Kelly Girl              |
| ZSRR            | Avtomobilist Leningrad  |

## Runda wstępna
| Data | Drużyna 1  | Wynik | Drużyna 2  | Sety |
| ---- | ---------- | ----- | ---------- | ---- |
|      | Kelly Girl | 1:3   | BK Tromsø  |      |
|      | BK Tromsø  | 1:3   | Kelly Girl |      |

## 1/8 finału
| Data | Drużyna 1               | Wynik | Drużyna 2               | Sety     |
| ---- | ----------------------- | ----- | ----------------------- | -------- |
|      | BK Tromsø               | 2:3   | AS Grenoble             |          |
|      | AS Grenoble             | 3:0   | BK Tromsø               |          |
|      |                         |       |                         |          |
|      | Floby VK                | 3:0   | SC Espinho              |          |
|      | SC Espinho              | 0:3   | Floby VK                |          |
|      |                         |       |                         |          |
|      | VC Paderborn            | 3:2   | Csepel Budapeszt        |          |
|      | Csepel Budapeszt        | 3:0   | VC Paderborn            |          |
|      |                         |       |                         |          |
|      | Lewski-Spartak Sofia    | 3:0   | Hapoel Tel-Aviv         | walkower |
|      |                         |       |                         |          |
|      | Steaua Bukareszt        | 3:2   | Ubbink Orion Doetinchem |          |
|      | Ubbink Orion Doetinchem | 0:3   | Steaua Bukareszt        |          |
|      |                         |       |                         |          |
|      | Ibis Courtrai           | 3:0   | Real Madryt             |          |
|      | Real Madryt             | 3:0   | Ibis Courtrai           |          |
|      |                         |       |                         |          |
|      | Skoda Budejovice        | 3:0   | Postverein Wiedeń       |          |
|      | Postverein Wiedeń       | 0:3   | Skoda Budejovice        |          |
|      |                         |       |                         |          |
|      | Avtomobilist Leningrad  | 3:1   | Edilcuoghi Sassuolo     |          |
|      | Edilcuoghi Sassuolo     | 0:3   | Avtomobilist Leningrad  |          |

## Ćwierćfinały
| Data | Drużyna 1              | Wynik | Drużyna 2              | Sety                             |
| ---- | ---------------------- | ----- | ---------------------- | -------------------------------- |
|      | AS Grenoble            | 3:1   | Floby VK               | 9:15, 15:7, 15:9, 15:7           |
|      | Floby VK               | 3:2   | AS Grenoble            | 7:15, 15:13, 15:11, 7:15, 15:8   |
|      |                        |       |                        |                                  |
|      | Csepel Budapeszt       | 3:1   | Lewski-Spartak Sofia   | 6:15, 15:6, 15:9, 15:10          |
|      | Lewski-Spartak Sofia   | 3:0   | Csepel Budapeszt       | 15:7, 16:14, 17:15               |
|      |                        |       |                        |                                  |
|      | Steaua Bukareszt       | 3:0   | Real Madryt            | 15:12, 15:6, 15:10               |
|      | Real Madryt            | 3:1   | Steaua Bukareszt       | 15:8, 15:7, 9:15, 15:10          |
|      |                        |       |                        |                                  |
|      | Avtomobilist Leningrad | 3:2   | Skoda Budejovice       | 14:16, 15:9, 11:15, 15:13, 15:10 |
|      | Skoda Budejovice       | 0:3   | Avtomobilist Leningrad | 7:15, 6:15, 8:15                 |

## Turniej finałowy
Bruksela
Wyniki
| Data  | Drużyna 1              | Wynik | Drużyna 2            | Sety                            |
| ----- | ---------------------- | ----- | -------------------- | ------------------------------- |
| 12.02 | Avtomobilist Leningrad | 3:0   | Lewski-Spartak Sofia | 15:9, 15:8, 15:1                |
| 12.02 | Steaua Bukareszt       | 3:0   | AS Grenoble          | 15:8, 15:11, 15:5               |
|       |                        |       |                      |                                 |
| 13.02 | Avtomobilist Leningrad | 3:2   | Steaua Bukareszt     | 15:9, 10:15, 15:7, 11:15, 15:10 |
| 13.02 | Lewski-Spartak Sofia   | 3:1   | AS Grenoble          | 6:15, 15:11, 16:14, 15:4        |
|       |                        |       |                      |                                 |
| 14.02 | Avtomobilist Leningrad | 3:0   | AS Grenoble          | 15:6, 15:7, 15:9                |
| 14.02 | Lewski-Spartak Sofia   | 3:1   | Steaua Bukareszt     | 13:15, 15:10, 15:12, 15:11      |

Tabela
| Lp. | Drużyna                | Pkt | Mecze | Mecze | Mecze | Sety | Sety | Sety  |
| Lp. | Drużyna                | Pkt | M     | W     | P     | wyg. | prz. | ratio |
| --- | ---------------------- | --- | ----- | ----- | ----- | ---- | ---- | ----- |
| 1   | Avtomobilist Leningrad | 6   | 3     | 3     | 0     | 9    | 2    | 4.500 |
| 2   | Lewski-Spartak Sofia   | 5   | 3     | 2     | 1     | 6    | 5    | 1.200 |
| 3   | Steaua Bukareszt       | 4   | 3     | 1     | 2     | 6    | 6    | 1.000 |
| 4   | AS Grenoble            | 3   | 3     | 0     | 3     | 1    | 9    | 0.111 |

Źródło: 
Zasady ustalania kolejności: 1. liczba zdobytych punktów; 2. wyższy stosunek setów; 3. wyższy stosunek małych punktów.
Punktacja: zwycięstwo – 2 pkt; porażka – 1 pkt

## Klasyfikacja końcowa
| Miejsce | Drużyna                |
| ------- | ---------------------- |
| złoto   | Avtomobilist Leningrad |
| srebro  | Lewski-Spartak Sofia   |
| brąz    | Steaua Bukareszt       |
| 4.      | AS Grenoble            |